# Tecelão-de-cabeça-branca
O tecelão-de-cabeça-branca (Dinemellia dinemelli) é uma ave da família dos ploceidios.

## Galeria

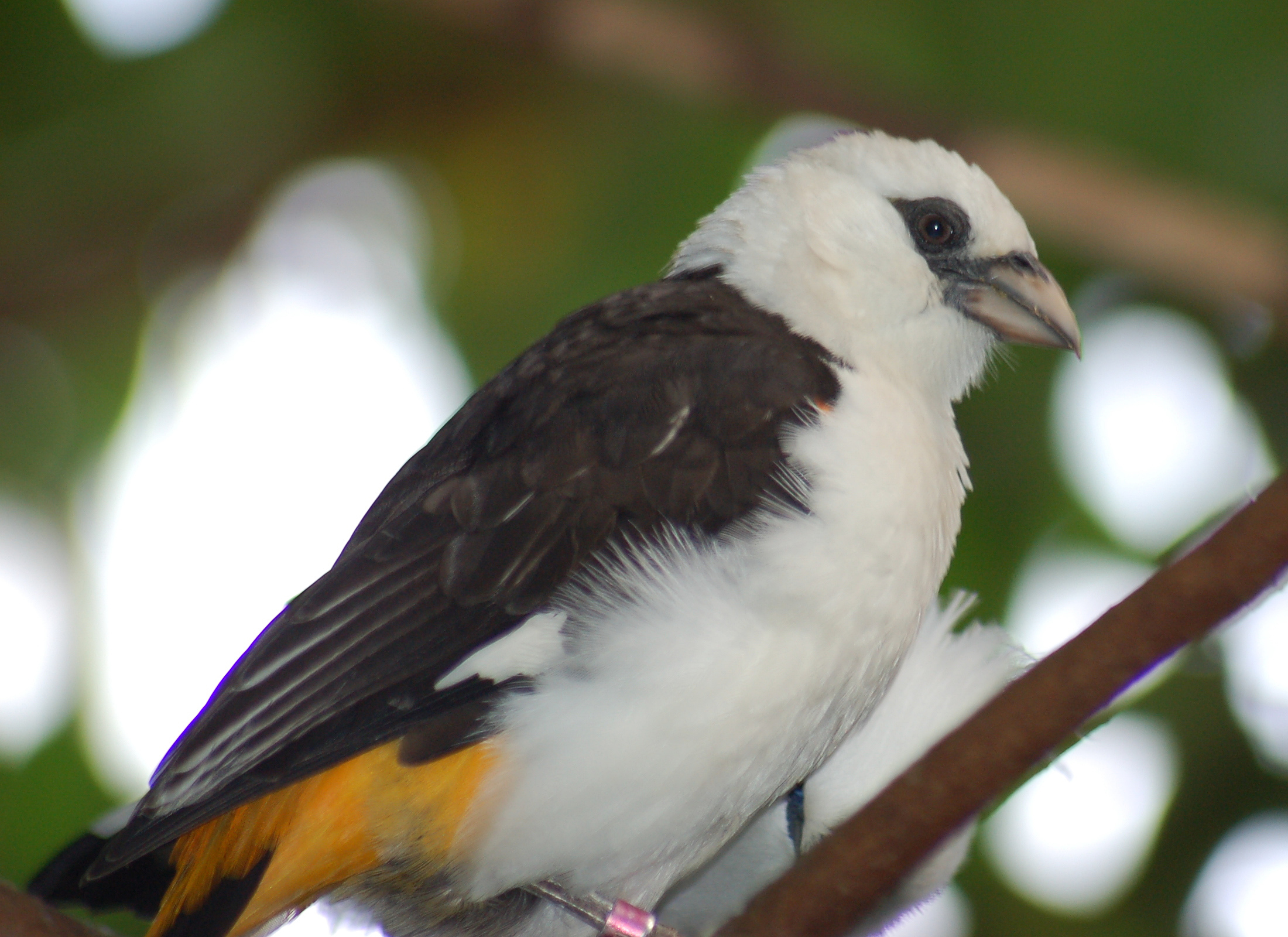
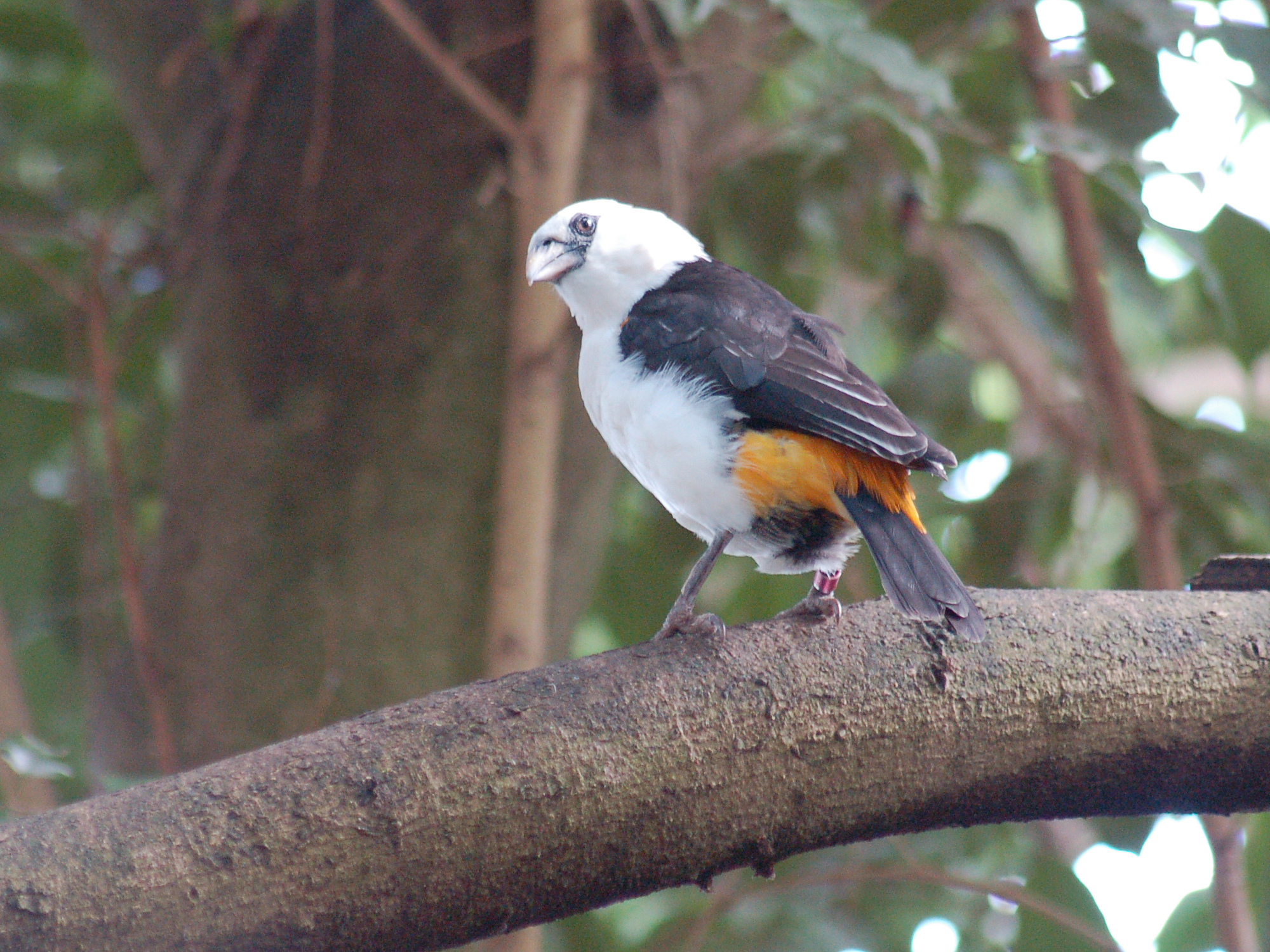
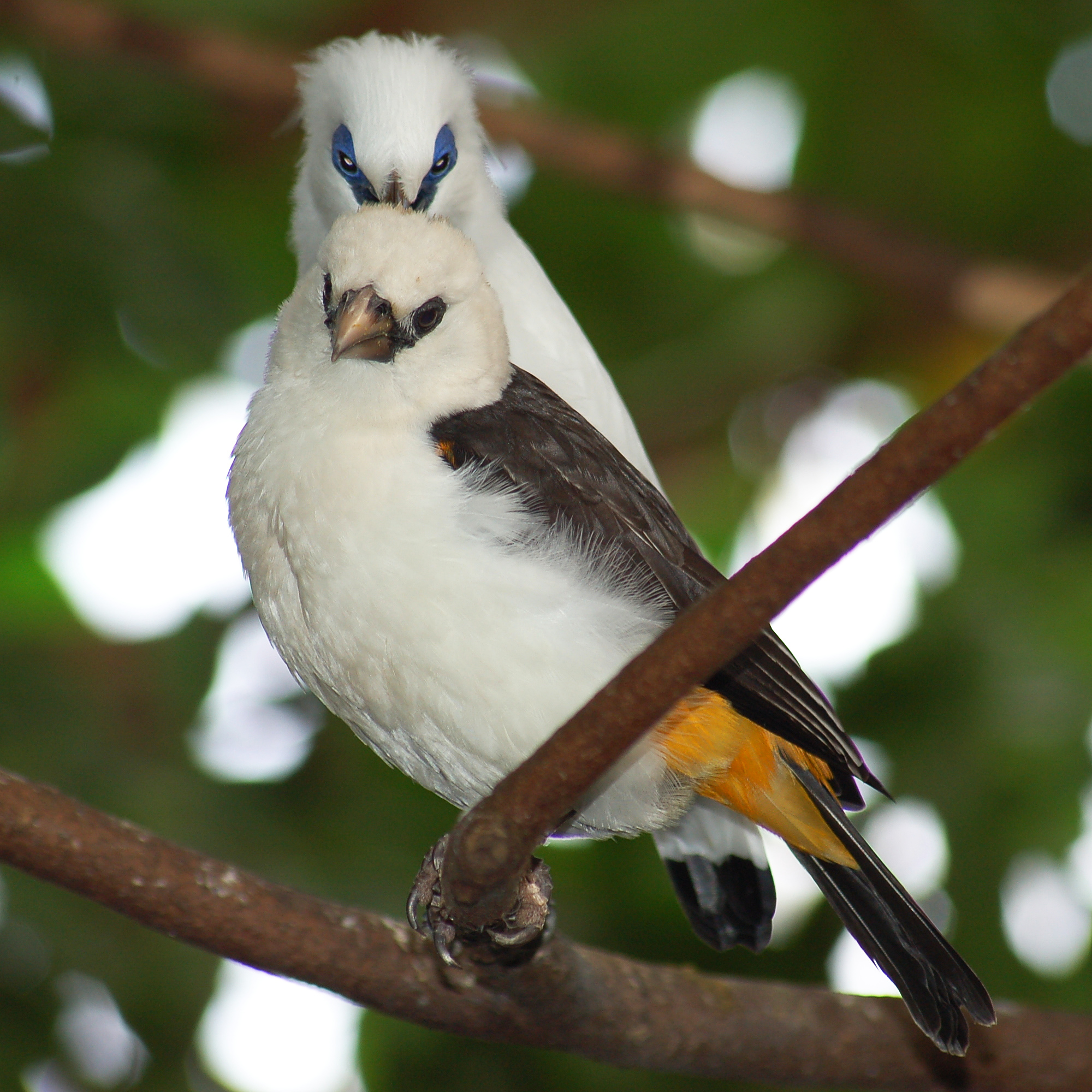
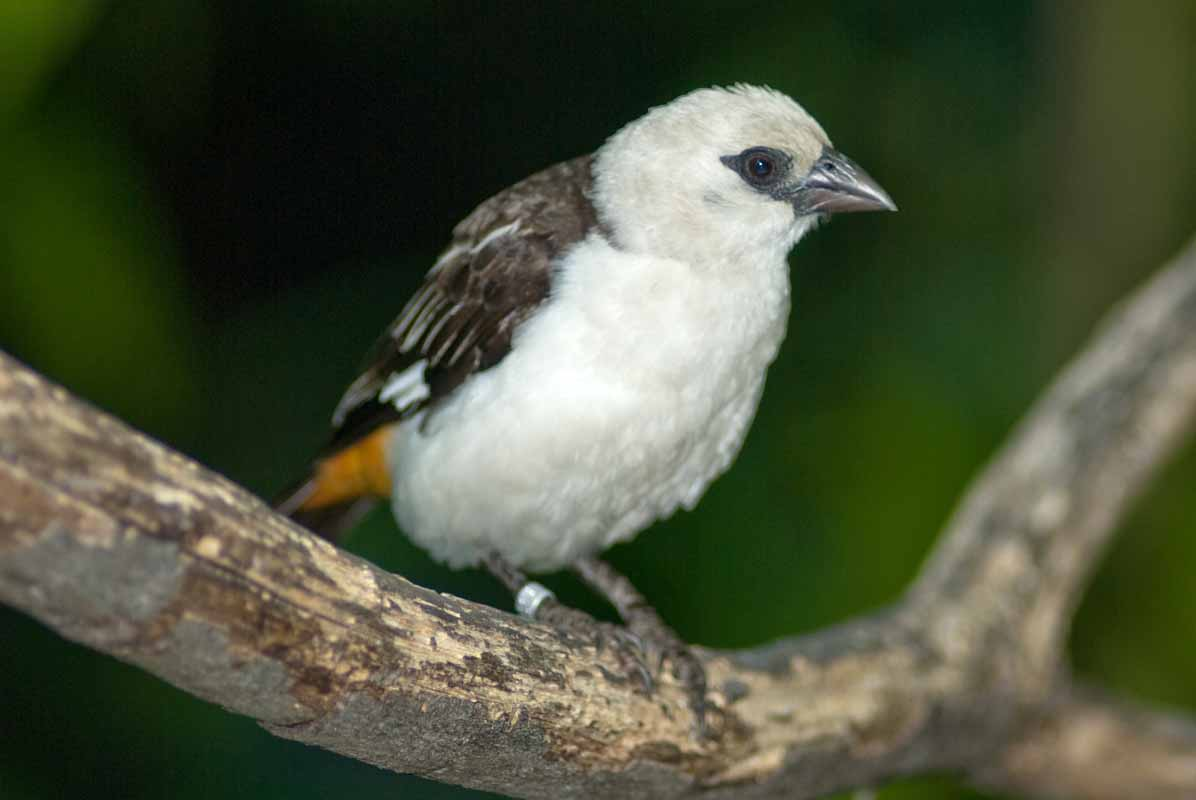
Zoológico de San Diego